# Taraco (gemeente)
Taraco is een gemeente (municipio) in de Boliviaanse provincie Ingavi in het departement La Paz. De gemeente telt naar schatting 6.707 inwoners (2018). De hoofdplaats is Taraco.

## Indeling
De gemeente telt 2 kantons:
- Cantón Santa Rosa de Taraco - 1.071 inwoners (2001)
- Cantón Taraco - 4.851 inw.